# 正隨優弥
正隨 優弥（しょうずい ゆうや、1996年4月2日 - ）は、大阪府生まれ、広島県広島市南区出身の元プロ野球選手（外野手、内野手）、野球指導者。右投右打。2024年8月から阪神タイガース Womenのコーチを務める。
母方の祖父に当たる三原卓三も元プロ野球選手（外野手）で、現役時代には広島カープに所属していた。
「正隨」は、日本国内における珍しい苗字の1つで、出身地の広島県内でおよそ10人しか見られないとされる。また、「隨」が旧字体であるため、媒体によっては「正随 優弥」という表記も用いられる。

## 経歴

### プロ入り前
大阪府で出生した後に、幼稚園を卒園するまで府内で生活。当時はサッカーに興じていたという。
実父の仕事の関係で、小学校へ入学する直前に、広島東洋カープの本拠地であるマツダスタジアムから徒歩圏内の地域へ転居。広島市立比治山小学校1年時から軟式野球を始めると、広島市立段原中学校への進学後は、シニアリーグの広島鯉城シニアで投手兼外野手として活躍した。
中学3年時の途中までは、地元高校球界の強豪校である広陵高等学校への進学を志していた。しかし、3年時（2011年）の夏に観戦した広陵高校硬式野球部創立100周年記念試合で、広陵が山足達也・西田直斗・藤浪晋太郎・澤田圭佑・森友哉などを擁する大阪桐蔭に大敗。この試合をきっかけに、卒業後の進路を出生地の大阪府内にある大阪桐蔭高校へ変更した。同校では鯉城シニアの7学年先輩に当たり、後に自主トレで共にした中田翔がプロ入りするまで野球部の4番打者として名を馳せていた。
大阪桐蔭高校では野球部入部後に野手へ専念すると、3年時（2014年）夏の第96回全国高等学校野球選手権大会に「4番・一塁手」として出場。香月一也らとともにチームの優勝に貢献した。野球部での2学年先輩に藤浪晋太郎と澤田圭佑、1学年先輩に森友哉と中村和希、1学年後輩に青柳昴樹や福田光輝、2学年後輩に高山優希がいる。
高校からの卒業後に、後述する経緯で亜細亜大学経営学部へ進学。東都大学野球のリーグ戦では、1年時の春季から出場すると、3年時の秋季に外野手としてベストナインに選ばれた。在学中には、通算87試合の出場で、打率.260（261打数68安打）、9本塁打、34打点、10盗塁を記録。同野球部での同期に頓宮裕真や中村稔弥がいる。
2018年10月25日に行われたドラフト会議では、広島東洋カープから6位指名を受け（担当スカウトは松本有史）、契約金4000万円、年俸700万円（金額は推定）という条件で、祖父の三原に続いて同球団の選手になった。背番号は49。この会議では、亜細亜大学でチームメイトの頓宮・中村に加えて、出身の大阪桐蔭高校野球部から4人の選手（根尾昂・藤原恭大・柿木蓮・横川凱）が他球団から指名（いずれも後に入団）。なお、同部出身の選手が広島へ入団した事例は、OBを含めても正隨が初めてであった。

### 現役時代

#### 広島時代

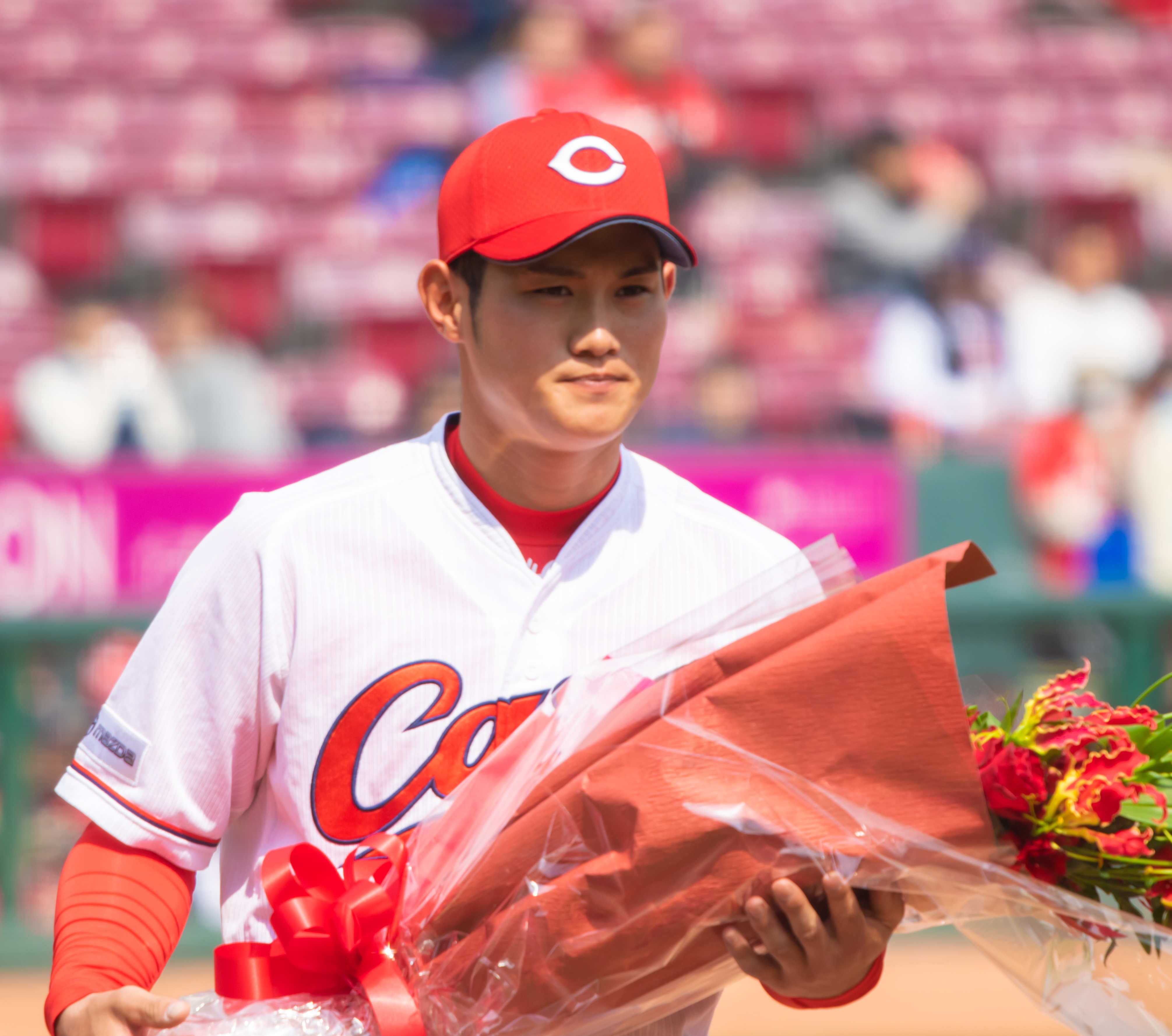
2019年3月12日 マツダスタジアム

2019年は、ウエスタン・リーグ公式戦でチーム2位の105試合へ出場し、リーグの規定打席へ到達。6本塁打を記録したが、打率は規定打席到達者で最も低い.208で、一軍への昇格は見送られた。
2020年は、春季キャンプ前の1月に中田との合同自主トレーニングへ参加し、春季キャンプからオープン戦の途中まで一軍に帯同。レギュラーシーズンの開幕一軍入りには至らなかったものの、ウエスタン・リーグの公式戦では、打率ランキングで一時10位以内に名を連ねていた。9月8日に地元のマツダスタジアムで催された対東京ヤクルトスワローズ戦6回裏に、代打で一軍公式戦にデビュー。9月18日に明治神宮野球場で開かれた同カード7回表に、一軍公式戦での初本塁打を代打ソロ本塁打で記録した。
2021年は、開幕一軍を逃したが、ウエスタン・リーグでは26試合に出場し、4本塁打、18打点。リーグ2位となる打率.313の成績を残し、5月4日に一軍へ昇格した。5月17日に球団より新型コロナウイルスの陽性判定を受けたと発表されたが、無症状で体調に異常はなく自宅待機となった。5月18日に「感染拡大防止特例2021」に基づき抹消された。
2022年は、二軍で75試合に出場し、8本塁打、打率.262の成績を残したが、一軍出場がなかった。

#### 楽天時代
2022年12月9日、第1回現役ドラフトで東北楽天ゴールデンイーグルスから指名を受け移籍した。背番号は67。
2023年は、一軍出場は1試合のみにとどまり、10月27日に戦力外通告を受けた。

### 現役引退後
2024年2月27日、自身のインスタグラムを更新。詳しい職種等は不明だが今後も仙台を拠点とし活動を行うとのこと。営業職につき5月末に退職。
2024年7月22日の球団発表で、8月1日から阪神タイガース Womenのコーチに就任。背番号は99。また9月からオンライン野球指導塾を開始し、今後は大阪を中心に出張指導も行いたいという。

## 選手としての特徴
目標の選手は新井貴浩で、正隨とは「広島県の出身」「東都大学リーグ加盟校からのドラフト6位指名を経て広島へ入団」「右の長距離砲」といった共通点がある。広島球団との間で仮契約を結んだ際に、「（新井の現役時代に）とにかく練習をする風景を、テレビでよく見ていた。自分も練習するのが取りえの一つ。見習って、力がない分練習して這い上がっていけるようにしたい」と語った。
大学の先輩でもある広島のスカウトの松本有史からは、「最近右打ちの長距離打者がなかなかいない。（正隨をドラフト会議で指名した2018年に）新井さんが辞められたので、穴を埋められるような右打者になってもらいたい」との期待を掛けられている。

## 人物
愛称は「ズイ」。
本人は、広島球団との間で仮契約を結んだ際に、「苗字を（正しく）読んでもらえないので、（苗字の読み方を）覚えてもらえるように活躍したい」との抱負を述べている。
大阪桐蔭高校から亜細亜大学へ進学したきっかけは、高校への入学当初からNPB入りを目指していながら、高校から直接入ることの厳しさを3年時に悟ったことにある。夏の選手権大会で優勝したことを受けて、卒業後の進路を監督の西谷浩一へ相談した際には、「東都大学野球リーグへ行きたい」と自信たっぷりに発言した。正隨曰く「本当は東都大学リーグのことをほとんど知らないまま、何の根拠もなく発言した」とのことだが、結局は西谷の勧めで、同リーグ加盟校の亜細亜大学に進んだ。
祖父の三原とは、軟式野球のチーム練習が週末に限られていた小・中学校時代の平日に、マンツーマンでよく練習していた。正隨曰く「お互いに気が短いのでよく反発していたが、（今となっては）『野球の師匠』とも言える存在」とのことで、「（打球を）とにかく遠くに飛ばせ」と言われ続けたという。三原も、80歳だった2018年秋のNPBドラフト会議で正隨が広島から指名された後に、「（一軍で）活躍するまで死ねん」という言葉で正隨を激励。さらに、直筆の手紙を広島球団に送ったほか、新入団選手発表の記者会見に同席した。ちなみに、三原も広島選手時代（入団3年目）の1958年に、正隨と同じく一軍公式戦での初安打を代打でマーク。一軍公式戦での安打はこの1本のみで、本塁打を放つことなく、翌1959年限りで現役を引退している。

## 詳細情報

### 年度別打撃成績
| 年 度     | 球 団     | 試 合 | 打 席 | 打 数 | 得 点 | 安 打 | 二 塁 打 | 三 塁 打 | 本 塁 打 | 塁 打 | 打 点 | 盗 塁 | 盗 塁 死 | 犠 打 | 犠 飛 | 四 球 | 敬 遠 | 死 球 | 三 振 | 併 殺 打 | 打 率 | 出 塁 率 | 長 打 率 | O P S |
| --------- | --------- | ----- | ----- | ----- | ----- | ----- | -------- | -------- | -------- | ----- | ----- | ----- | -------- | ----- | ----- | ----- | ----- | ----- | ----- | -------- | ----- | -------- | -------- | ----- |
| 2020      | 広島      | 7     | 8     | 7     | 1     | 1     | 0        | 0        | 1        | 4     | 1     | 0     | 0        | 0     | 0     | 1     | 0     | 0     | 1     | 1        | .143  | .250     | .571     | .821  |
| 2021      | 広島      | 14    | 27    | 26    | 1     | 3     | 0        | 0        | 1        | 6     | 4     | 0     | 0        | 0     | 0     | 1     | 0     | 0     | 10    | 2        | .115  | .148     | .231     | .379  |
| 2023      | 楽天      | 1     | 2     | 1     | 0     | 0     | 0        | 0        | 0        | 0     | 0     | 0     | 0        | 0     | 0     | 1     | 0     | 0     | 0     | 0        | .000  | .500     | .000     | .500  |
| 通算：3年 | 通算：3年 | 22    | 37    | 34    | 2     | 4     | 0        | 0        | 2        | 10    | 5     | 0     | 0        | 0     | 0     | 3     | 0     | 0     | 11    | 3        | .118  | .189     | .294     | .483  |

- 2023年度シーズン終了時

### 年度別守備成績
| 年 度 | 球 団 | 外野  | 外野  | 外野  | 外野  | 外野  | 外野     |
| 年 度 | 球 団 | 試 合 | 刺 殺 | 補 殺 | 失 策 | 併 殺 | 守 備 率 |
| ----- | ----- | ----- | ----- | ----- | ----- | ----- | -------- |
| 2020  | 広島  | 1     | 2     | 0     | 0     | 0     | 1.000    |
| 2021  | 広島  | 8     | 6     | 0     | 0     | 0     | 1.000    |
| 2023  | 楽天  | 1     | 0     | 0     | 1     | 0     | .000     |
| 通算  | 通算  | 10    | 8     | 0     | 1     | 0     | .889     |

- 2023年度シーズン終了時

### 記録
初記録
- 初出場：2020年9月8日、対東京ヤクルトスワローズ9回戦（MAZDA Zoom-Zoom スタジアム広島）、6回裏に九里亜蓮の代打で出場
- 初打席：同上、6回裏に長谷川宙輝から遊ゴロ
- 初安打・初本塁打・初打点：2020年9月18日、対東京ヤクルトスワローズ12回戦（明治神宮野球場）、7回表に中澤雅人から右中越ソロ
- 初先発出場：2021年5月12日、対東京ヤクルトスワローズ7回戦（明治神宮野球場）、7番・左翼手で出場

### 背番号
- 49（2019年[11] - 2022年）
- 67（2023年[21]）